# تيكس ريتشاردز
تيكس ريتشاردز (بالإنجليزية: Tex Richards) هو لاعب كرة قدم أمريكية أمريكي، ولد في 9 أغسطس 1889 في ملبورن في أستراليا، وتوفي في 7 نوفمبر 1918 بسبب الإنفلونزا الأسبانية.